# 保八 (元朝)
保八（13世纪—1311年），又译宝巴、保巴。元朝官员、文士、哲学家，表字公孟，号普庵，蒙古人（一说色目人）。元武宗时尚书右丞。
保八居于洛阳。少年好学，精通易理，著有《易原奥义》一卷、《周易原旨》六卷、《周易尚占》二卷。元初任侍郎，爱育黎拔力八达担任东宫太子，担任太中大夫，他进献他的著作，被太子嘉纳。官至黄州路总管。至大二年（1309年），他和乐实设立尚书省，综理财政，拜为尚书右丞。至大三年（1310年），遥授平章政事。至大四年（1311年），春，元仁宗即位，废除尚书省，处死保八。